# Mount Atlas
Mount Atlas är ett berg i Antarktis. Det ligger i Östantarktis. Nya Zeeland gör anspråk på området. Toppen på Mount Atlas är 3 007 meter över havet, eller 414 meter över den omgivande terrängen. Bredden vid basen är 6,2 km.
Terrängen runt Mount Atlas är varierad. Mount Atlas är den högsta punkten i trakten. Trakten är obefolkad. Det finns inga samhällen i närheten.